# Peter Bruch
Peter Bruch (n. 25 septembrie 1955, Berlin, RDG) este un înotător ce a reprezentat Republica Democrată Germană, medaliat olimpic. A participat la o ediție a Jocurilor Olimpice (1972) în care a câștigat o medalie de bronz.